# Call on Me
Call on Me – singel szwedzkiego producenta muzycznego i DJ-a Erika Prydza, wydany 13 września 2004. Piosenka zawiera zmiksowane przez DJ Falcona i Thomasa Bangaltera sample z utworu Steve’a Winwooda „Valerie” z 1982, które zostały wykorzystane bez zgody duetu.
Do piosenki zrealizowano oficjalny teledysk, za którego reżyserię odpowiada Huse Monfaradi.

## Lista utworów
EP
1. „Call on Me” (Eric Prydz vs. Retarded Funk Mix) – 7:32
2. „Call on Me” (Radio Edit) – 2:49
3. „Call on Me” (Filterheadz Remix) – 7:04
4. „Call on Me” (JJ Stockholm Club Remix) – 7:50
5. „Call on Me” (Red Kult Dub Pass 2 Mix) – 7:52

Remixes EP
1. „Call on Me” (Radio Mix) – 2:51
2. „Call on Me” – 7:34
3. „Call on Me” (JJ Stockholm Club Remix) – 7:51
4. „Call on Me” (Filterheadz Remix) – 7:07
5. „Call on Me” (Red Kult Dub Pass 2 Mix) – 7:53

## Notowania

### Pozycje na cotygodniowych listach sprzedaży
| Lista (2004-2005)                        | Pozycja |
| ---------------------------------------- | ------- |
| European Hot 100                         | 1       |
| Australia                                | 2       |
| Austria                                  | 1       |
| Belgia (Flandria)                        | 4       |
| Belgia (Walonia)                         | 13      |
| Finlandia                                | 4       |
| Francja                                  | 1       |
| Holandia (Dutch Top 40)                  | 4       |
| Holandia (Single Top 100)                | 10      |
| Niemcy                                   | 1       |
| Norwegia                                 | 1       |
| Nowa Zelandia                            | 38      |
| Szwajcaria                               | 2       |
| Szwecja                                  | 1       |
| Wielka Brytania (UK Singles Chart)       | 1       |
| Wielka Brytania (UK Dance Singles Chart) | 1       |
| Włochy                                   | 1       |
| Billboard Hot Dance Club Play            | 29      |
| Billboard Dance/Mix Show Airplay         | 5       |

## Certyfikaty
| Kraj                         | Certyfikat      | Sprzedaż |
| ---------------------------- | --------------- | -------- |
| Australia (ARIA)             | platynowa płyta | 70 000   |
| Francja (SNEP)               | złota płyta     | 250 000  |
| Szwajcaria (IFPI Szwajcaria) | złota płyta     | 20 000   |
| Wielka Brytania (BPI)        | platynowa płyta | 520 000  |